# Арсанов, Ахмет Баудинович
Ахме́т Бауди́нович Арса́нов (1 июня 1933, Урус-Мартан — 18 января 2021, Малгобек, Ингушетия) — чеченский государственный и политический деятель, заместитель министра лесного хозяйства Чечено-Ингушской АССР, Председатель Временного Высшего Совета Чечено-Ингушской ССР (1991 год), представитель президента РСФСР в Чечено-Ингушской ССР (1991), народный депутат России (1990—1993 годы).

## Биография
Родился 1 июня 1933 года в селе Урус-Мартан Урус-Мартановского района Чечено-Ингушетии. 23 февраля 1944 года был депортирован с семьей в Казахскую ССР. Окончил лесотехнический факультет Казахского сельскохозяйственного института.
Работал директором Урус-Мартановского лесхоза в Чечено-Ингушетии, главным лесничим — заместителем министра лесного хозяйства Чечено-Ингушской республики.
24 октября 1991 года в связи с обострением политической ситуации был назначен представителем Президента России в Чечено-Ингушетии. В ноябре того же года направил президенту послание с требованием ввести в республике чрезвычайное положение для восстановления законности и правопорядка. Был назначен сначала Председателем Временного Высшего Совета Чечено-Ингушетии, а 7 ноября 1991 года Борис Ельцин объявил о введении чрезвычайного положения и назначил Арсанова Главой Временной Администрации Чечено-Ингушской ССР. Но из-за опасности вооруженного конфликта Верховный совет России отказался утвердить этот указ и призвал к мирному решению проблемы. В ответ на это Арсанов фактически сложил с себя полномочия представителя Президента России. 13 ноября Ельцин официально освободил Арсанова от должности.
В 1990—1993 годах был народным депутатом Российской Федерации, членом Совета Национальностей Верховного Совета РФ, членом Комитета по вопросам экологии и рационального использования природных ресурсов, членом фракций «Коммунисты России», «Суверенитет и равенство».

## Награды и звания
Первым в республике удостоен звания «Заслуженный лесовод Чечено-Ингушской АССР». Имеет ряд орденов и медалей.

## Происхождение
Потомок известного религиозного деятеля Дени Арсанова.